# Museo di Grenoble
Il Museo di Grenoble è il museo di belle arti, arte contemporanea ed egittologia della città di Grenoble, nell'Isère.

## Storia
Il museo fu fondato nel 1798 a partire dalle requisizioni rivoluzionarie e delle concessioni dello stato e si trovava nell'antico collegio dei Gesuiti.
A partire dal 1870 il museo si trasferì in un edificio di Place de Verdun, il Musée-Bibliothèque, opera di Charles-Auguste Questel chiamata così perché ospitava anche la biblioteca municipale. La sede attuale, presso il fiume Isère, è operativa dal 1994 e ospita dal 1998 un parco di sculture (Parco Albert Michallon) di 16.000 m² che si estende fino alle antiche mura cittadine.

## Collezioni

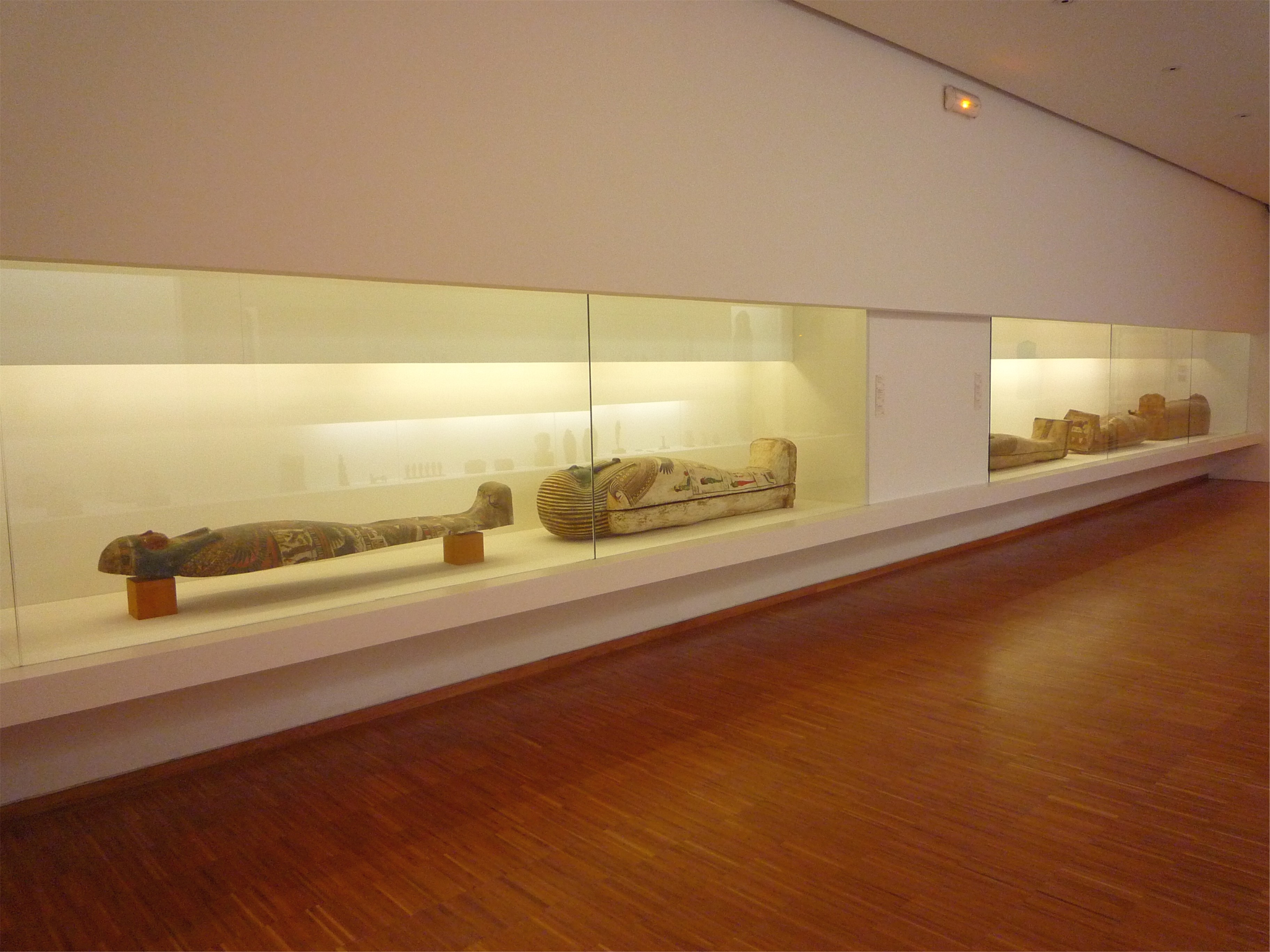
sarcofagi egizi

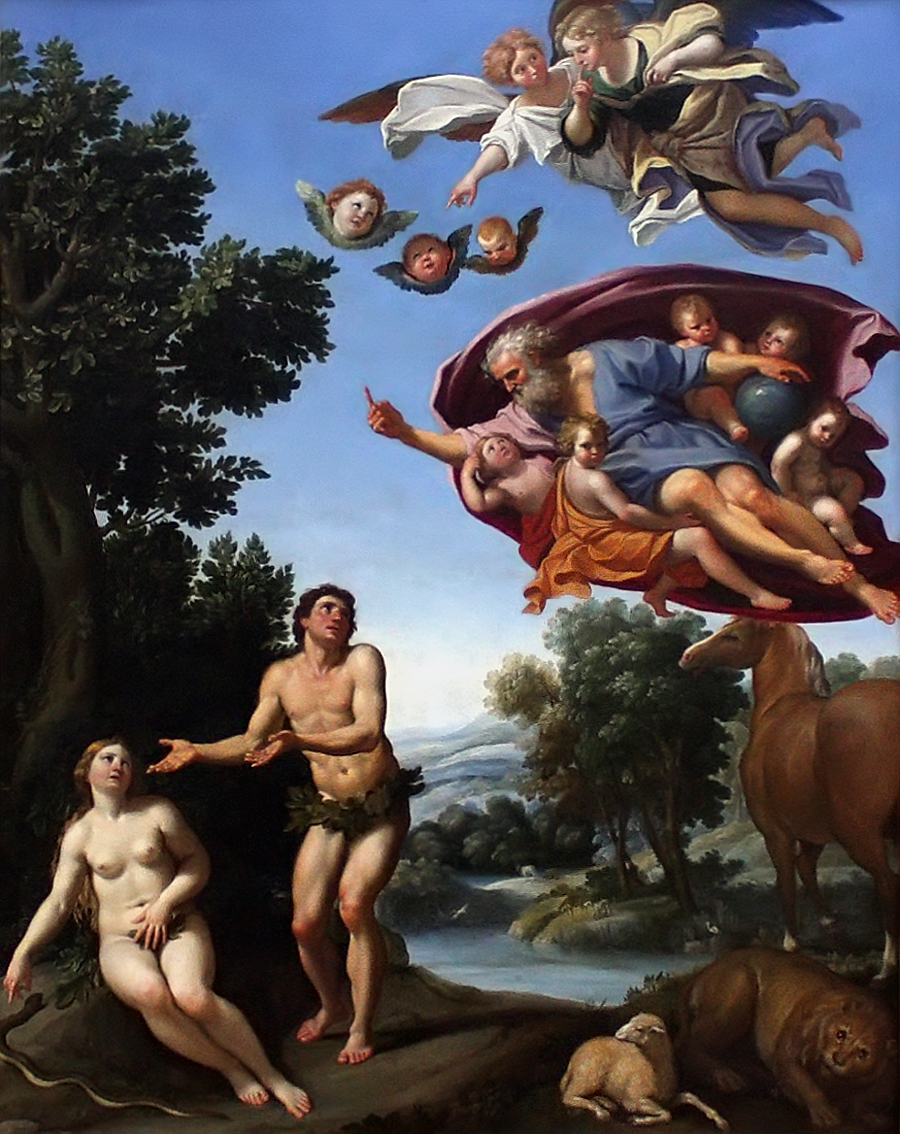
Domenichino, Adamo ed Eva (1623-1625).

Il museo di Grenoble è noto come uno dei più importanti musei d'Europa riguardo alle collezioni di pittura e d'arte moderna. È anche noto come il più antico museo d'arte contemporanea francese, il primo ad acquistare opere di Modigliani o Picasso sin dagli anni venti.
Questa politica di acquisizione continua tuttora e il museo presenta numerose creazioni dei maggiori artisti dagli anni sessanta ad oggi. La collezione di pittura e scultura occupa la maggior parte delle 60 sale del museo (la scultura è anche esposta nel parco).
Esso comprende opere create dal XIII secolo ai giorni nostri, ma anche un'importante collezione di antichità egiziane e greche in tre sale.

### Dal Duecento al Settecento
La sezione di pittura antica è molto ricca, soprattutto per il Seicento. Per il periodo che va dal Duecento alla fine del Cinquecento sono esposte opere di Jacopo Torriti, Taddeo di Bartolo, Pietro Perugino, Fra Bartolomeo, Parmigianino, Vasari e Paolo Veronese. Per il Seicento, sono presente opere di Annibale Carracci, Domenichino, Mattia Preti, Bernardo Strozzi, Bernardo Cavallino, Francisco de Zurbarán (con 4 tele esposte, ossia la più grande collezione del maestro spagnolo in Francia), José de Ribera, Georges de La Tour, Philippe de Champaigne (con la seconda più grande collezione di tele dell'artista dopo quella del Louvre), Claude Vignon, Pierre Mignard, Simon Vouet, Le Lorrain, Charles Le Brun, Sébastien Bourdon, Charles de La Fosse, Pieter Brueghel il Giovane, Rubens, Jacob Jordaens, Antoon Van Dyck, Abraham Bloemaert, Gerard ter Borch, Frans Snyders, Bartholomäus Spranger, David Teniers il Giovane, Gerrit Van Honthorst. Il Settecento è rappresentato con opere di Canaletto, Francesco Guardi, Giovanni Paolo Pannini, Nicolas de Largillière, Alexandre-François Desportes, Hyacinthe Rigaud, Jean-Baptiste Greuze, Sebastiano Ricci ma anche Thomas Gainsborough.

### L'Ottocento
In questa sezione che ricopre il XIX secolo, soprattutto in Francia (all'epoca centro artistico più dinamico d'Europa), si trovano opere di pittori tra i più importanti dell'era, come Ingres, Théodore Géricault, Eugène Delacroix, Camille Corot, Gustave Courbet, Gustave Doré, Félix Vallotton (Donna nuda seduta su una poltrona, 1897), Frédéric Bazille, Alfred Sisley, Camille Pissarro, Auguste Renoir, Paul Gauguin (Il fiume bianco e Ritratto di Madeleine Bernard) o Henri Fantin-Latour. Due sale sono consacrate alla pittura della regione di Grenoble dove una scuola essenzialmente paesaggistica e realistica si è sviluppata durante il secolo.
La scultura ottocentesca è presente con opere di Bartholdi.

### Dal Novecento ad Oggi
La sezione d'arte moderna e contemporanea è storicamente la più ricca del museo ed occupa ben 31 sale più il parco di sculture.
La pittura fino agli anni sessanta comprende numerose opere degli artisti più famosi dell'epoca, quali Henri Matisse (otto quadri), André Derain, Pierre Bonnard, Albert Marquet, Raoul Dufy, Maurice de Vlaminck, Kees Van Dongen, Pablo Picasso, Georges Braque, Jacques Villon, Natalia Gontcharova, Paul Signac, Claude Monet, Amedeo Modigliani, Chaïm Soutine, Maurice Utrillo, Marc Chagall, Georges Rouault, Robert Delaunay, Kurt Schwitters, George Grosz, Paul Klee, Vassily Kandinsky, Frantisek Kupka, Theo van Doesburg, Jean Arp, Nicolas de Staël, Balthus, Bernard Buffet o Hans Hartung. Il Surrealismo è molto presente con opere di Giorgio de Chirico, René Magritte, Joan Miró, Max Ernst, André Masson, Francis Picabia, Mario Tozzi o Yves Tanguy.
Nelle sale del museo si trovano sculture di Henri Laurens, Raymond Duchamp-Villon, Julio Gonzalez, Alberto Giacometti e anche rarissime opere di Henri Matisse. Nel parco si vedono sculture di Alexander Calder, Ossip Zadkine o Eduardo Chillida.
L'arte contemporanea è l'ultimo punto forte del museo con opere di Soulages, Christian Boltanski (Monument), Christo, Antoni Tàpies, Andy Warhol, Jean Dubuffet, Rebecca Horn o Thomas Schütte.

## Galleria d'immagini

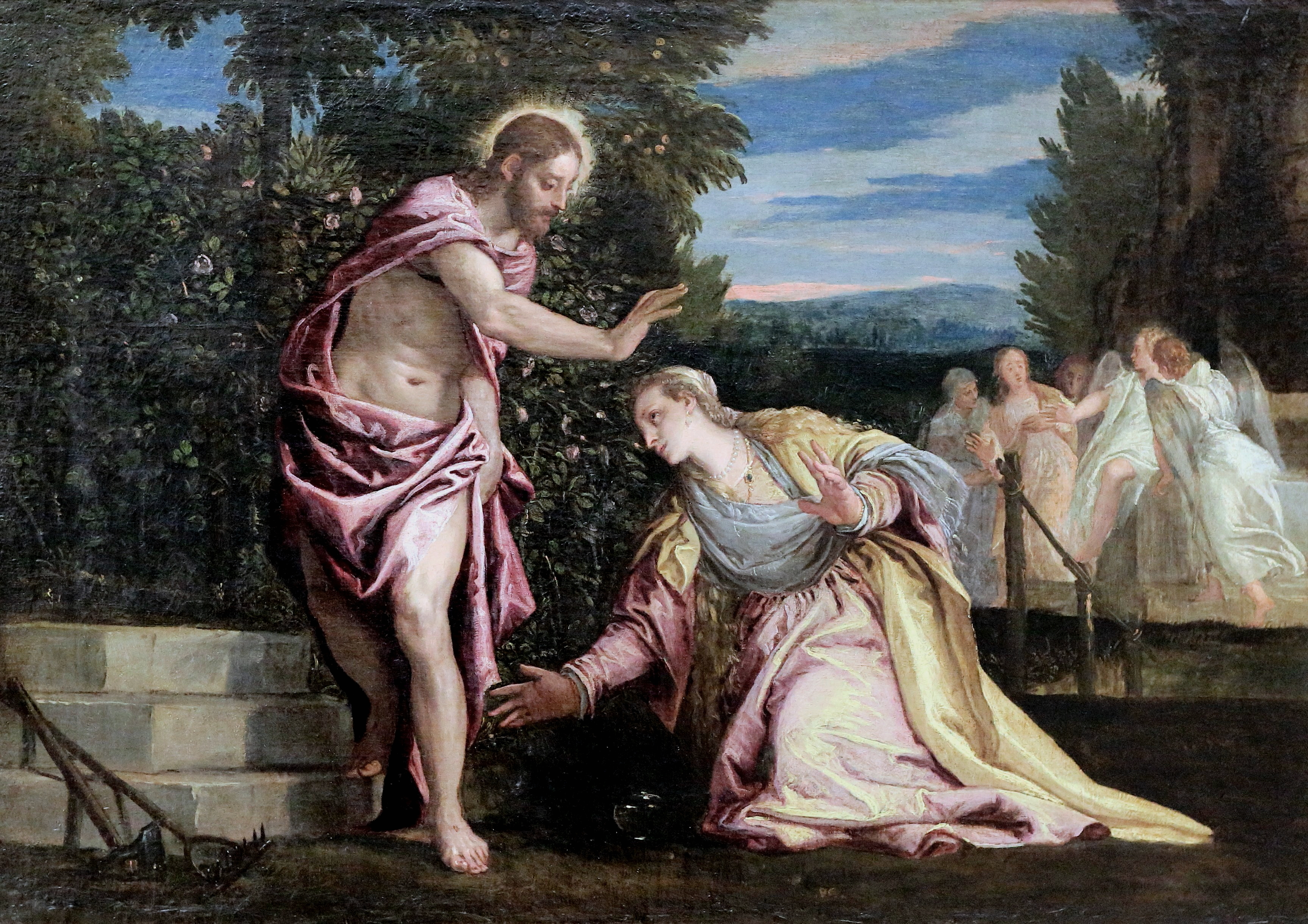
Paolo Veronese, Noli me tangere
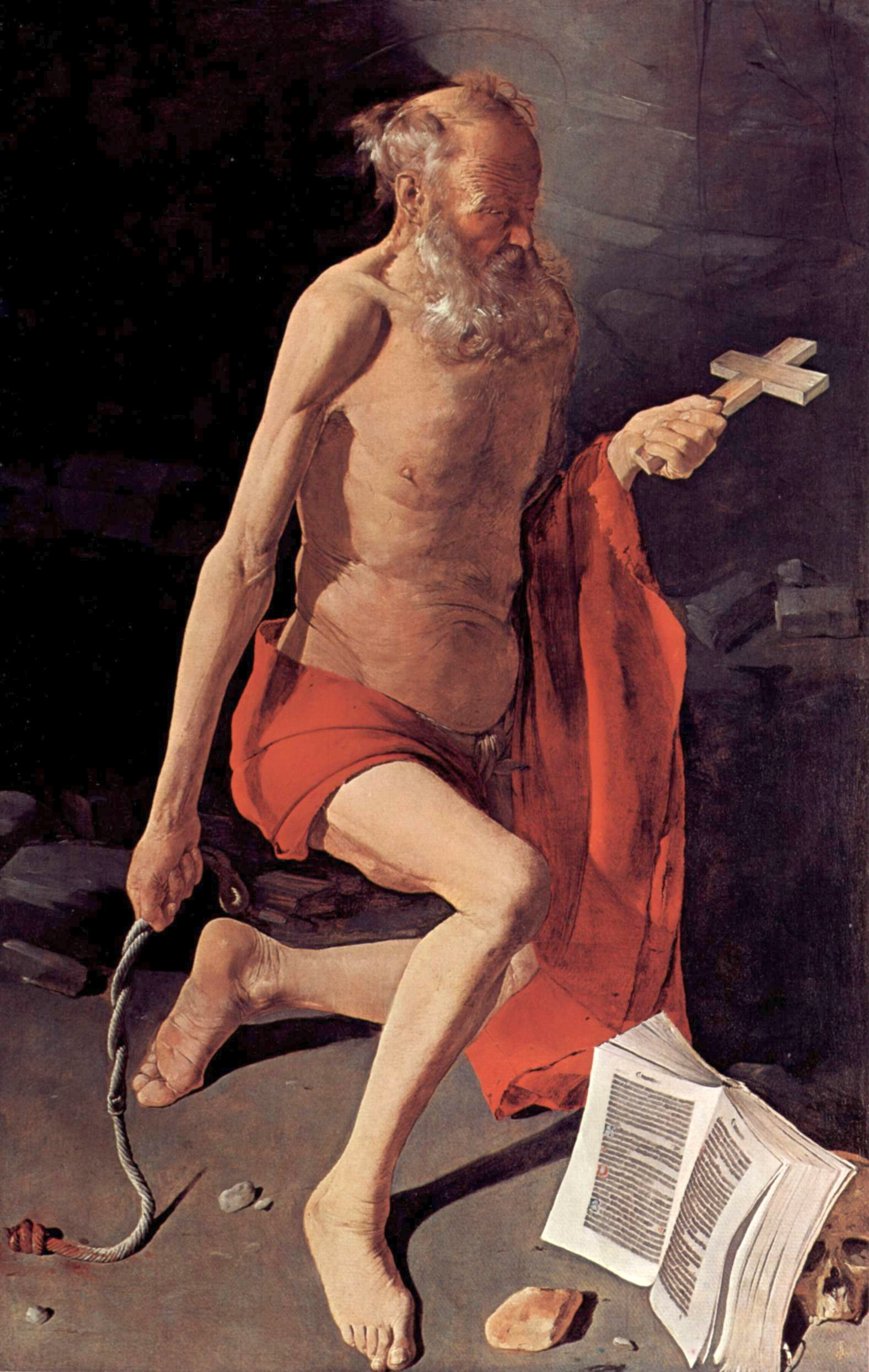
Georges de La Tour, San Girolamo
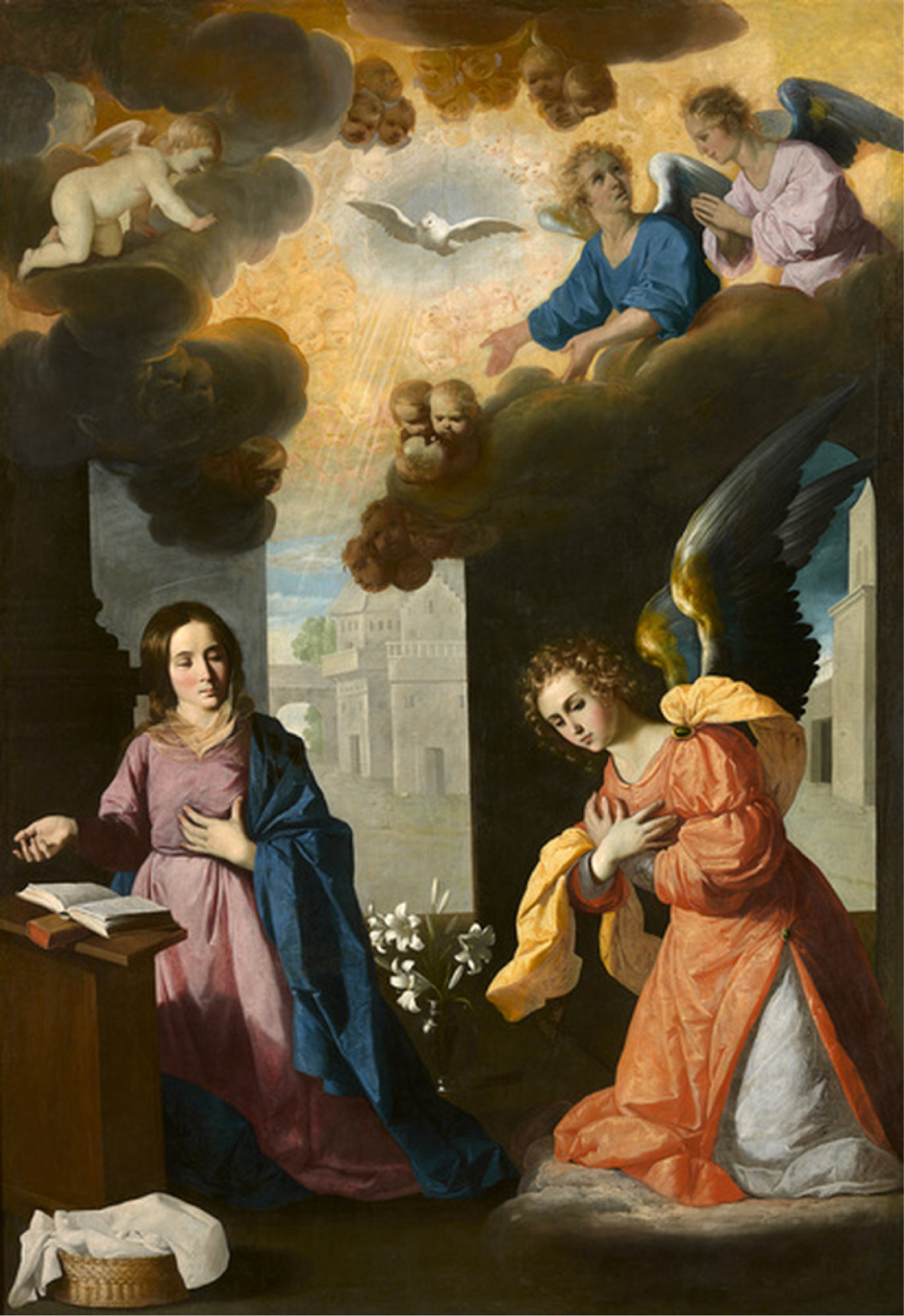
Francisco de Zurbarán, L'Annunciazione
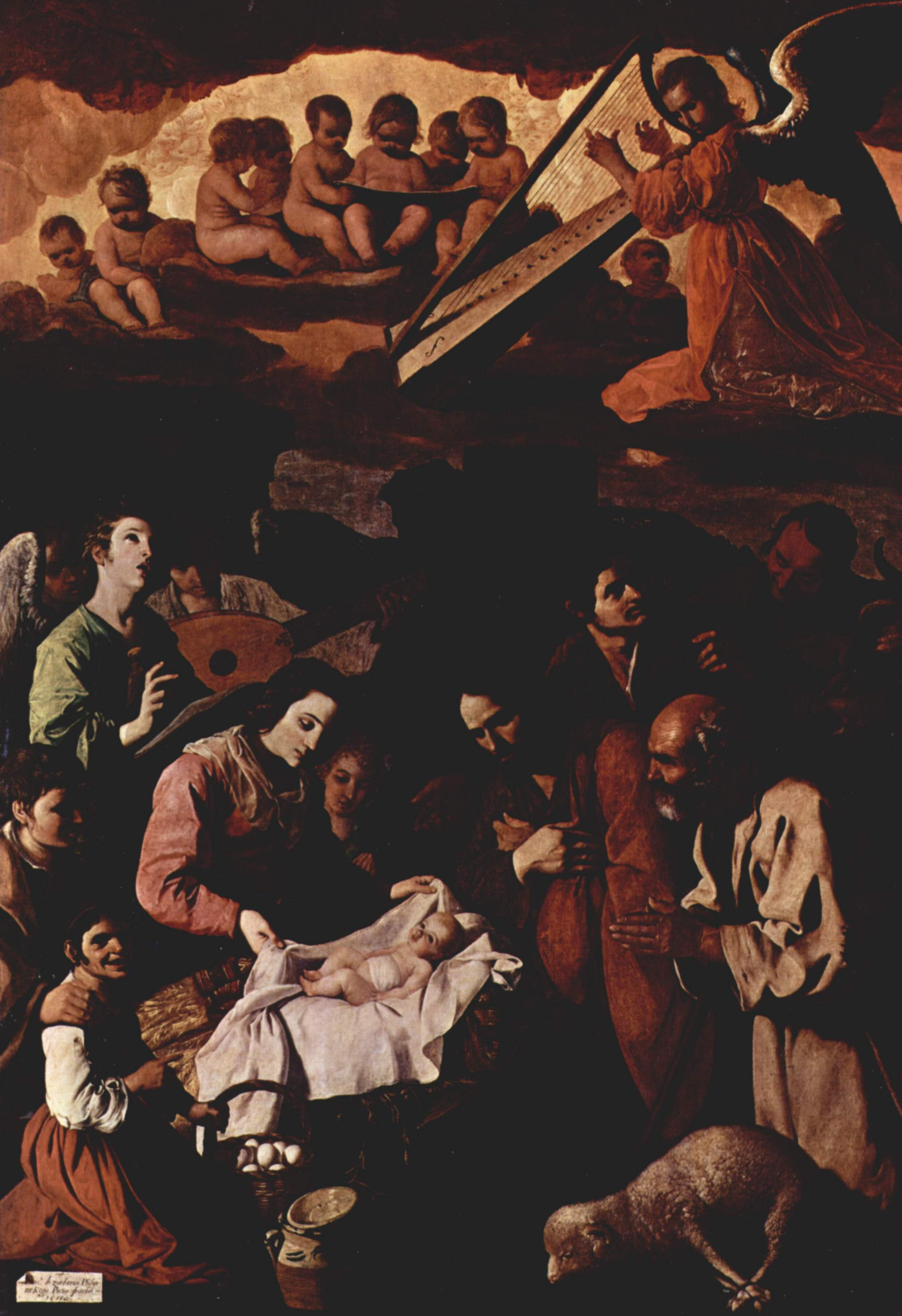
Francisco de Zurbarán, L'Adorazione dei pastori
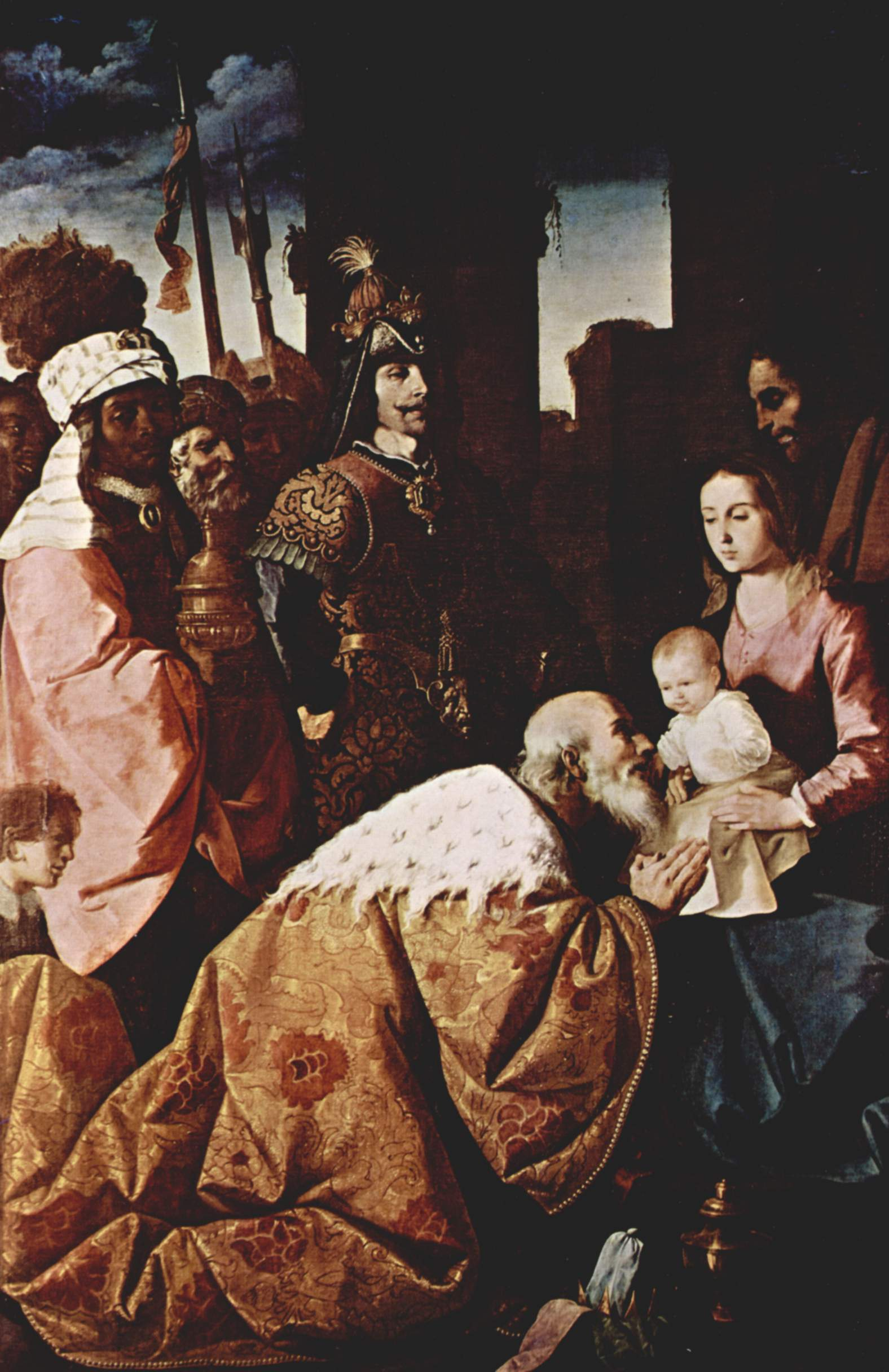
Francisco de Zurbarán, L'Adorazione dei Magi
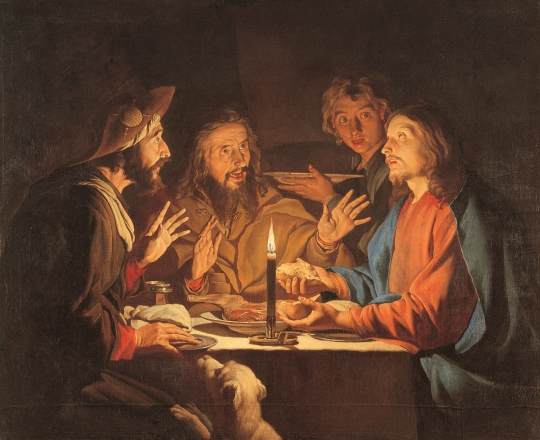
Matthias Stomer, La Cena ad Emmaus
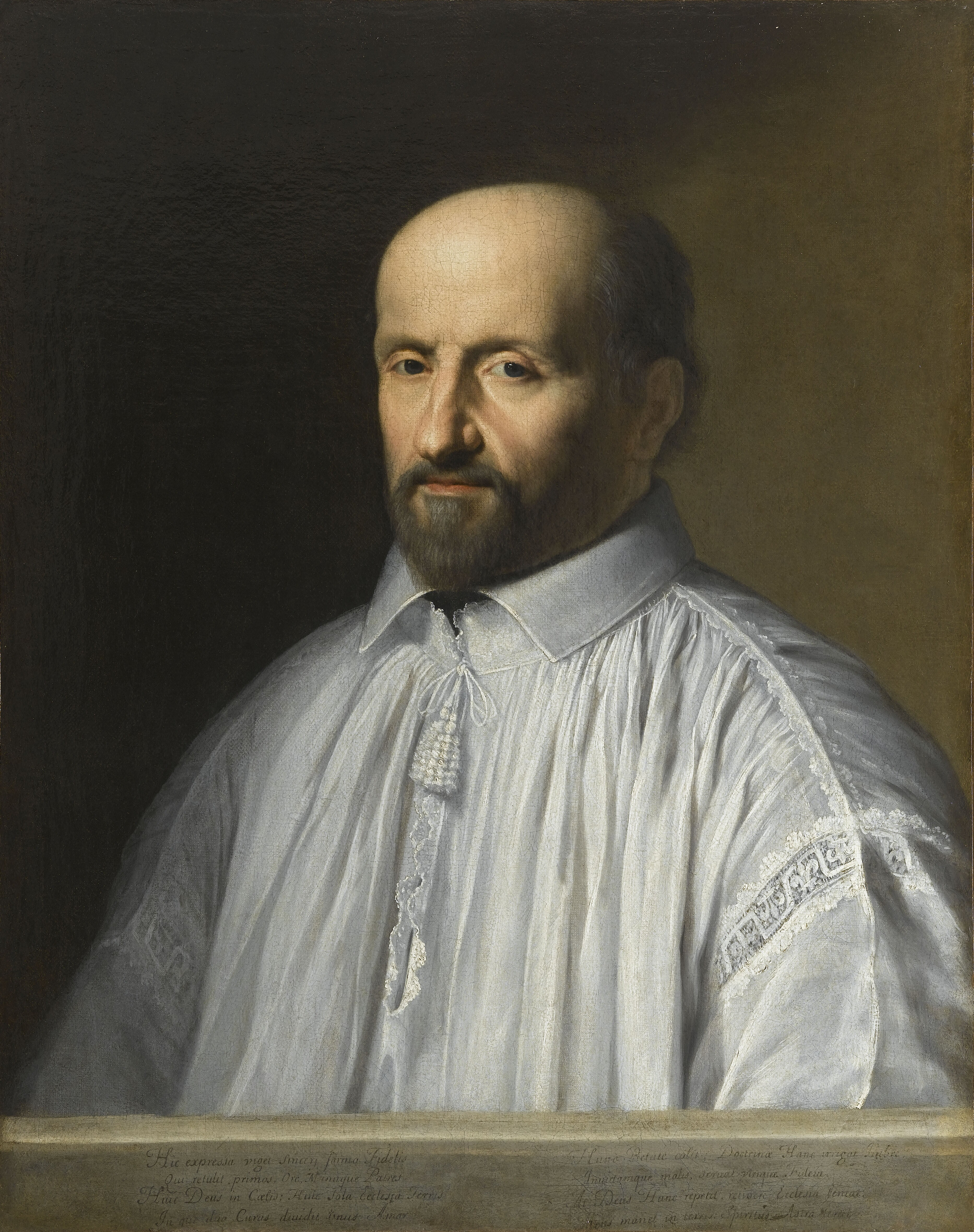
Philippe de Champaigne, Jean Duvergier de Hauranne
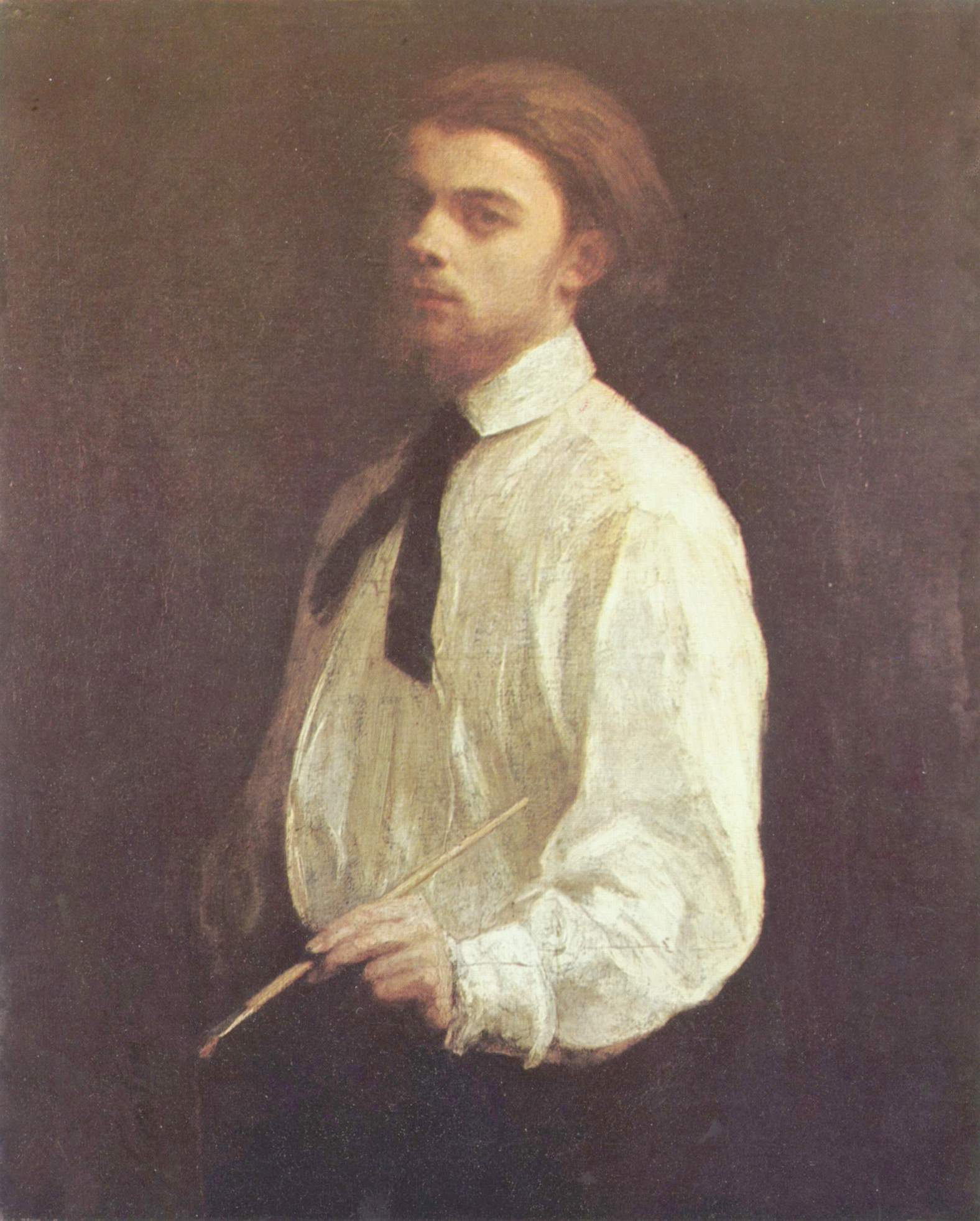
Henri Fantin-Latour, Autoritratto (1859)
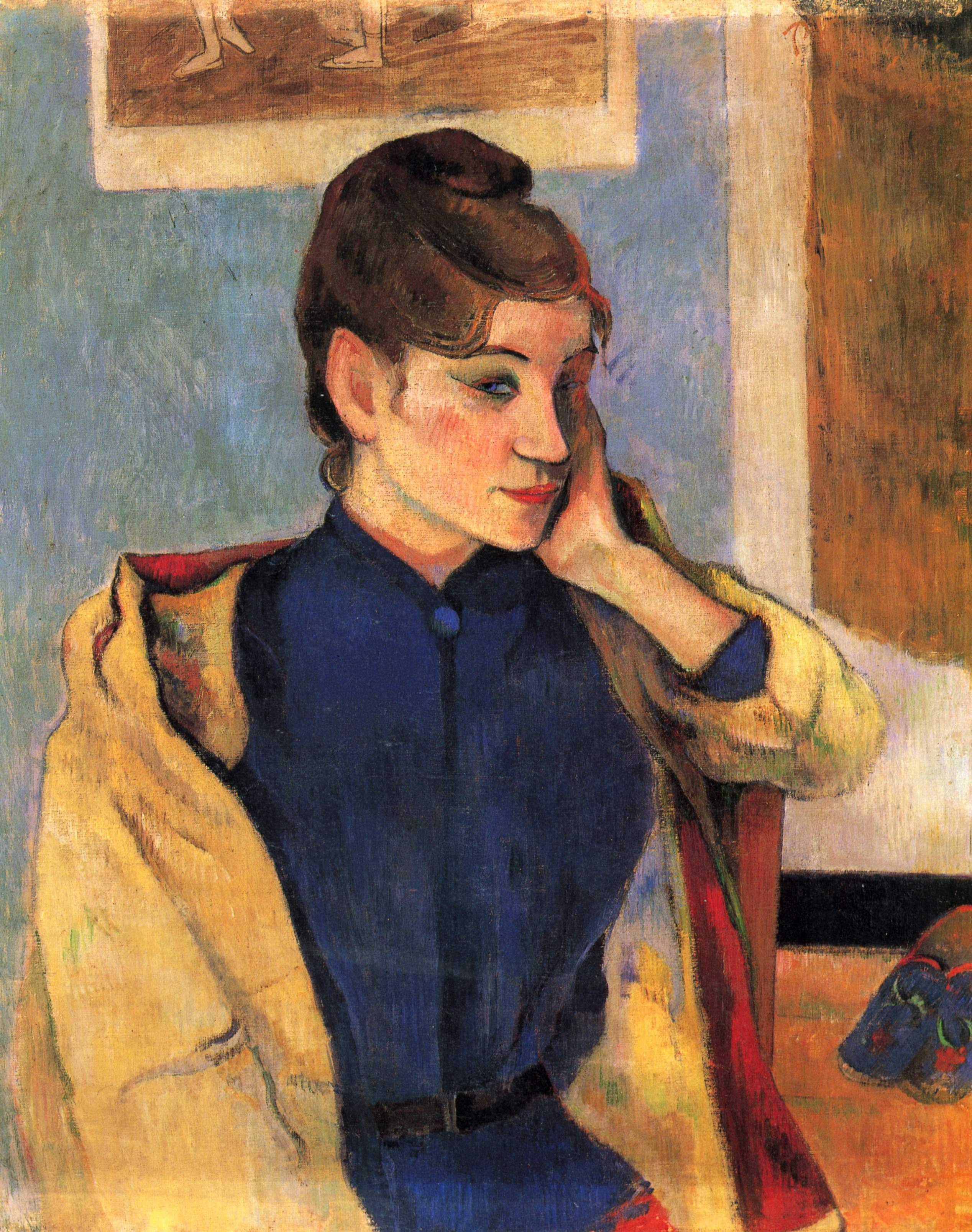
Paul Gauguin, Ritratto di Madeleine Bernard
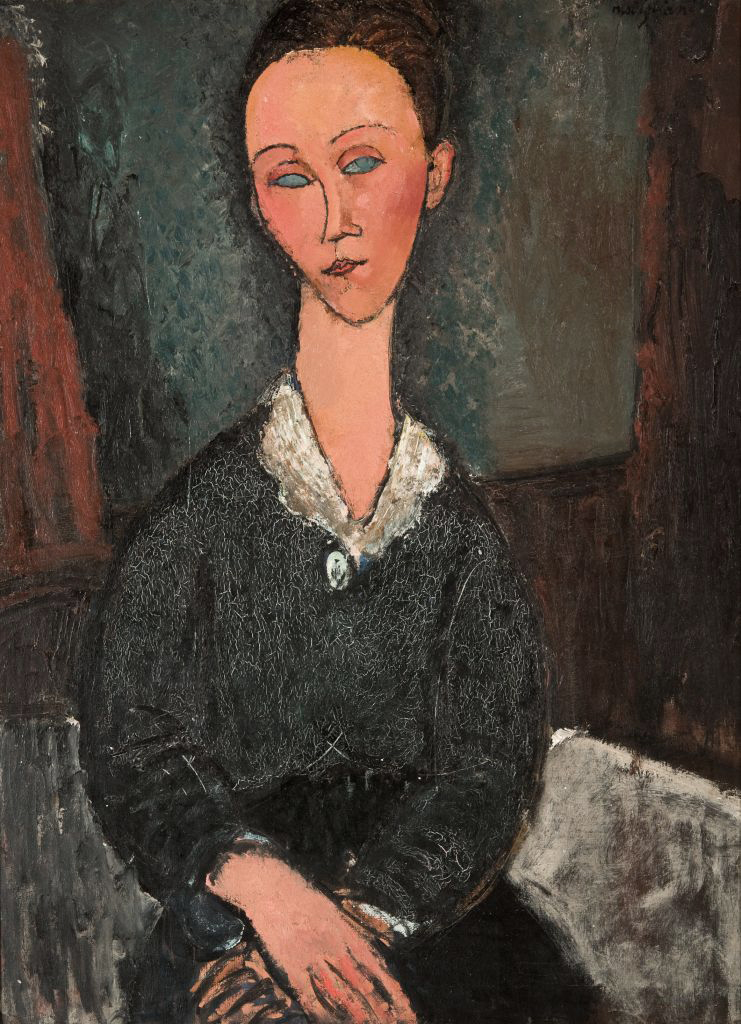
Amedeo Modigliani, Ritratto di donna col collo bianco (1917)